# Bernard Madoff
Bernard Lawrence "Bernie" Madoff, född 29 april 1938 i Queens i New York, död 14 april 2021 i fängelse i Butner i Granville County, North Carolina, var en amerikansk bedragare och finansman. Bernie Madoff är framförallt känd för sitt Ponzi-bedrägeri (Ponzi scheme), som visade sig vara det största i historien och uppskattas ha lurat investerare på omkring 65 miljarder dollar. 
Han drev sedan 1960 kapitalmarknadsbolaget Bernard L. Madoff Investment Securities LLC. Den 11 december 2008 arresterades Madoff av den amerikanska federala polisstyrkan FBI misstänkt för bedrägeri. När rättegången inleddes i New York 12 mars 2009 förklarade sig Madoff skyldig till elva åtalspunkter inklusive bedrägeri och penningtvätt. Han dömdes till 150 års fängelse den 29 juni 2009.

## Karriär
Madoff grundade sitt företag med pengar han sade sig tjänat på sina arbeten som livräddare och försäljare av sprinklersystem. Egentligen hade han fått pengarna av sin fästmös far. Företaget växte stadigt och kom att bli en av USA:s större market makers. Madoff var en av initiativtagarna till börsen Nasdaq och var under många år medlem i dess styrelse. I takt med att hans förmögenhet växte kom han att lägga stora pengar på välgörenhet. Flera familjemedlemmar kom att arbeta i företaget. Såväl Madoffs bror som hans två söner hade höga poster.

## Bedrägeribrott
Madoffs företag hade en division som var en investmentbank. Den tillhandahöll ett placeringsalternativ som marknadsfördes som ett slags hedgefond. Verksamheten bedrevs i ett särskilt kontor skilt från det övriga företaget av 24 medarbetare i ett kontor i Lipstick Building i Midtown.
Över åren gav fonden en jämn och god avkastning på lite mer än 10 procent. Amerikansk domstol har numera fastslagit att fonden i själva verket var ett så kallat ponzibedrägeri. Den rapporterade avkastningen utgjordes av nyinvesteringar av andra investerare. Madoff lyckades hålla hjulen snurrande i många år bland annat genom att inte ge en överdriven avkastning från början, utan en jämn och måttlig avkastning. Vidare undvek han insyn genom att dels sälja alla börsaktier och andra finansiella instrument i slutet av varje månad så att den rapportering som skickades till tillsynsmyndigheten Securities and Exchange Commission bara visade kontanter, dels genom att inte tillhandahålla onlinetjänster för investerare. De fick endast saldobesked per post varje månad och kunde inte följa investeringarna via internet.

## Avslöjande
Efter flera år av ryktesspridning inom finansvärlden slog en av Bernie Madoffs söner larm till myndigheterna om vad som pågick. Den 12 december 2008 slog FBI till mot företaget och tog in Madoff för förhör. Denne släpptes sedermera fri mot en borgenssumma på tio miljoner dollar och fick reseförbud. En tid senare låstes han in på grund av att man ansåg att han kunde vara flyktbenägen. Företaget och fonden var satt under tvångsförvaltning. Omfattningen av förlusterna var mycket stora; vissa bedömningar gjorde gällande att motsvarande 500 miljarder kronor saknades. I så fall var det tidernas största ponzibedrägeri.

## Straff
Madoff dömdes till 150 års fängelse den 29 juni 2009. Den 14 april 2021 avled Madoff av naturliga orsaker i ett federalt fängelse.

## Brottsoffer
Bland investerare som förlorat pengar finns flera av världens största banker och investmentfonder samt flera förmögna privatpersoner. Den största exponeringen hade fondbolaget Fairfield med motsvarande 58 miljarder svenska kronor, följt av kapitalförvaltaren Tremont med motsvarande 25 miljarder kronor. I förlängningen är det dock ett stort antal enskilda placerare som drabbats efter att placerat medel hos förvaltarna. Vidare uppges kunder som investerat via Banco Santander ha förlorat över tre miljarder dollar, HSBC en miljard dollar och Royal Bank of Scotland 700 miljoner dollar. Nordea uppges ha motsvarande en halv miljard svenska kronor investerade i fonden för pensionssparares räkning. Även flera institutionella placerare som välgörenhetsstiftelser och donationsfonder till förmån för sjukhus och universitet hör till förlorarna. Ett exempel är Elie Wiesels stiftelse Foundation for Humanity, som har förlorat större delen av sina medel. Internationella olympiska kommittén har förlorat motsvarande 40 miljoner kronor. Bland mer kända privatpersoner som förlorat medel finns klädskaparen Carl Shapiro som bedömts förlora cirka 500 miljoner dollar, Fred Wilpon (företagsledare och ägare av New York Mets) som förlorat mer än 100 miljoner dollar, regissören Steven Spielberg och skådespelarna Zsa Zsa Gabor, Kevin Bacon och John Malkovich.
Minst två självmord har kopplats samman med att personer gjort stora förluster i Madoffskandalen. Även Mark Madoff, en av Bernard Madoffs söner, begick självmord i november 2010 genom hängning i sitt hem i New York.

## Övrigt
Barry Levinson gjorde 2017 filmen The wizard of lies. Där drivs tesen att Bernard Madoff hade hållit sin familj utanför sitt bedrägeri.